# SMS Trabant
SMS Trabant – austro-węgierska kanonierka torpedowa z końca XIX wieku.
„Trabant” przetrwał I wojnę światową. W 1920 roku został przekazany do Włoch i tam złomowany.